# T-ICU
株式会社T-ICU(英語名：T-ICU Co.,Ltd）は Doctor to Doctor の診療サポートを遠隔から行う、遠隔医療の集中治療専門医チームであり、病院向けに遠隔で集中治療医によるプロフェッショナルなアドバイスを提供する日本で唯一の会社である。
地域・施設・時間に関係なく内科・外科・麻酔科・救急科・皮膚科・精神科・歯科などの専門医に質の高い集中治療を提供できる環境作りサポートしている。本社は兵庫県神戸市。
従業員数100人
2025年6月26日、代表取締役社長である中西智之が、口論の末に兵庫県議会の県議の拳で殴ったとして兵庫県警に逮捕されたと報じられる。

## サービス
- 所属のICU専門医が24時間365日体制でサポート
- いつでも、何か不安を感じた時、疑問が生じたときに専門医へ相談いただける。
- 主治医に定期的に治療方針を提案[4]
- 随時の診療コンサルトへの対応（バイタルサインの変化、人工呼吸器の設定など）
- 本サービス契約時にご提供する端末を使い、患者データを表示した画面を転送いただける。院内ネットワークへの新規端末の接続は不要である。
- ビデオ会議機能で遠隔地にいる専門医にいつでもご相談いただける。
- 看護師の特定行為研修 「術中麻酔管理領域パッケージ＋PICC（9行為）」 「集中治療領域パッケージ＋PICC（11行為）」

### 「COVID-19プロジェクト」
COVID-19患者数の増加に伴う医療崩壊が危惧される中で、通常のサービスラインに加えて、重篤なCOVID-19患者に対する「遠隔ICU」を24時間提供できる体制を構築するために新たに集中治療専門医を増員し、全国の医療機関をサポートする「COVID-19プロジェクト」を2020年4月15日に開始する。 

## 表彰
- 週刊東洋経済『「すごいベンチャー100」 2023年最新版』「医療・創薬」領域で選出
- カタパルト・グランプリ優勝（ICCサミット FUKUOKA 2020）
- 「Microsoft Innovation Lab Award 2019」
- イギリスの 2020-Global Health & Pharma にて"Cutting-Edge Hospital Communication in 2019"
- 三菱総合研究所「未来共創イノベーションネットワーク」ビジネス・アクセラレーション・プログラムにて最優秀賞を受賞

## 社名変更
T-ICUは2023年3月に社名をVitaarsに変更し、集中治療だけでなく他の医療分野にも事業を拡大した。